# Otávio Valdetaro Coimbra
Otávio Valdetaro Coimbra (Rio de Janeiro, 14 de abril de 1893—Mar de Espanha, 23 de janeiro de 1959) foi um engenheiro, lavrador e político brasileiro, prefeito de Teresópolis por um mandato, de 15 de junho de 1924 a 1 de maio de 1927, período que ficou marcado pela abertura e expansão de estradas para integrar o primeiro ao segundo distrito e a substituição de pontes de madeira para concreto armado. Foi casado com Antonieta Behring, filha de Mário Behring, ex-diretor da Biblioteca Nacional do Rio de Janeiro, com quem teve quatro filhos: Maria Elza, Maria Lúcia, Maria Regina e Otávio.
Além dos dois anos como prefeito em Teresópolis, exerceu outro cargo público: diretor da Secretaria Geral de Viação, Trabalho e Obras Públicas da Prefeitura do Distrito Federal, que na época correspondia a cidade do Rio de Janeiro. Foi também diretor da Klabin e lavrador em Juiz de Fora e Mar de Espanha.